# Ilse Kubaschewski
Ilse „Kuba“ Kubaschewski (* 18. August 1907 in Berlin als Ilse Frida Martha Kramp; † 30. Oktober 2001 in Starnberg) war eine deutsche Filmverleiherin und Filmproduzentin.

## Leben

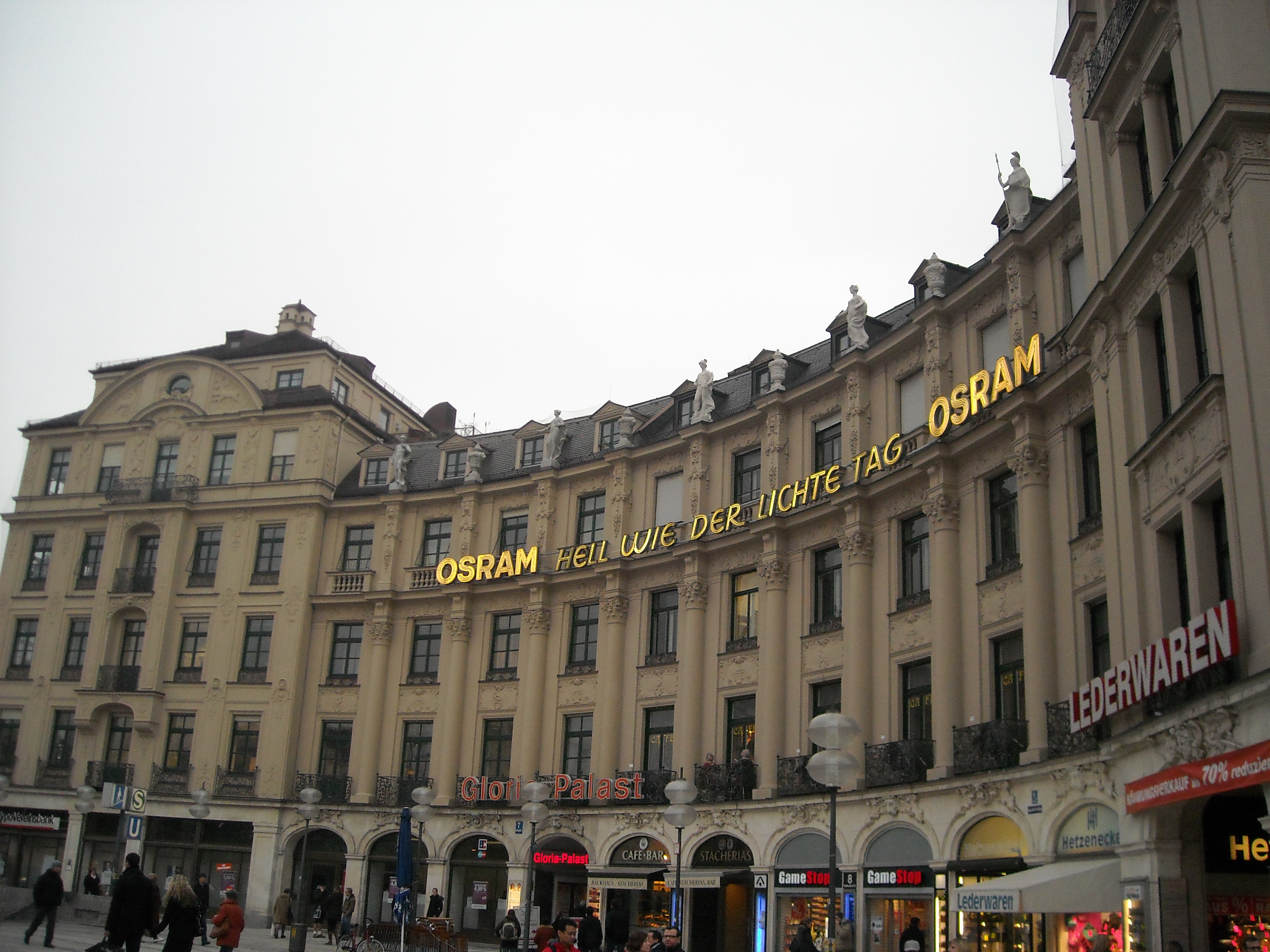
Der Gloria-Palast in München

Die Tochter eines Postbeamten und einer Begleitmusikerin für Stummfilme besuchte das Schiller-Lyzeum und die höhere Handelsschule in Berlin. Sie wurde 1931 Stenotypistin beim Siegel-Monopol-Filmverleih und brachte es bis zur Disponentin. Sie wurde Teilhaberin eines Berliner Kinos und heiratete 1938 den Filmkaufmann und UFA-Filialleiter Hans Kubaschewski.
Ab 1945 lebte sie zusammen mit ihrem Mann und den Schwiegereltern nach der Flucht aus Berlin zunächst im Haus der Eltern von Ludwig Waldleitner in Kirchseeon bei München („Brückenwirt“), dann in München und übernahm mit Partner Luggi Waldleitner die Kurlichtspiele in Oberstdorf. 1949 gründete sie mit einem Bankkredit von 30.000 Mark zusammen mit Waldleitner in München die Gloria-Film GmbH und die Gloria-Film GmbH & Co. Filmverleih KG. Während der Zeit des deutschen Kinowunders dominierte ihre Firma in Deutschland weitgehend das Verleihgeschäft, erst in den 1960er Jahren wurde sie von der Constantin Film überholt.
Ilse Kubaschewski war zeitweilig alleinige Deutschland-Vertreterin der Republic Pictures International und von 1953 bis 1962 auch Inhaberin der Produktionsfirma KG DIVINA-FILM GmbH & Co. (ursprünglich Diana-Film) mit dem Divina-Studio Baldham. Sie ließ den Gloria-Filmpalast am Stachus in München bauen, der am 28. August 1956 eröffnet wurde.  Vor jeder Vorführung versprachen dort „tanzende farbige Wasserspiele einen Schimmer von Luxus“. „Kubas“ Gloria-Bälle waren in den 1950er und 1960er Jahren in München ein wichtiges gesellschaftliches Ereignis.
Was den Inhalt der Filme betraf, bevorzugte Ilse Kubaschewski lange Zeit Heimatfilme wie Grün ist die Heide oder zu Herzen gehende Lebensschicksale wie Die Trapp-Familie. Sympathische Hauptfiguren, viel Musik und ein Happy End hielt sie, wie sie einer Illustrierten erklärte, für unentbehrlich.
Die Wende des Publikumsgeschmacks in den 1960er Jahren zu mehr Sex und Gewalt sowie das Aufkommen des Neuen Deutschen Films entsprachen nicht ihren Vorstellungen. Nach dem Skandal um die Zensur der deutschen Fassung von Luchino Viscontis Film Ludwig II. 1973 verkaufte sie 1974 den Mehrheitsanteil des Filmverleihs an Barny Bernard und betrieb nur noch den Gloria-Filmpalast.
In den 1980er Jahren zog sie sich an den Starnberger See zurück.
Im Jahr 1994 gründete sie die Ilse Kubaschewski Stiftung, die zum einen in Not geratene Künstler unterstützt und sich zum anderen um eine humane Pflege im Alter bemüht.

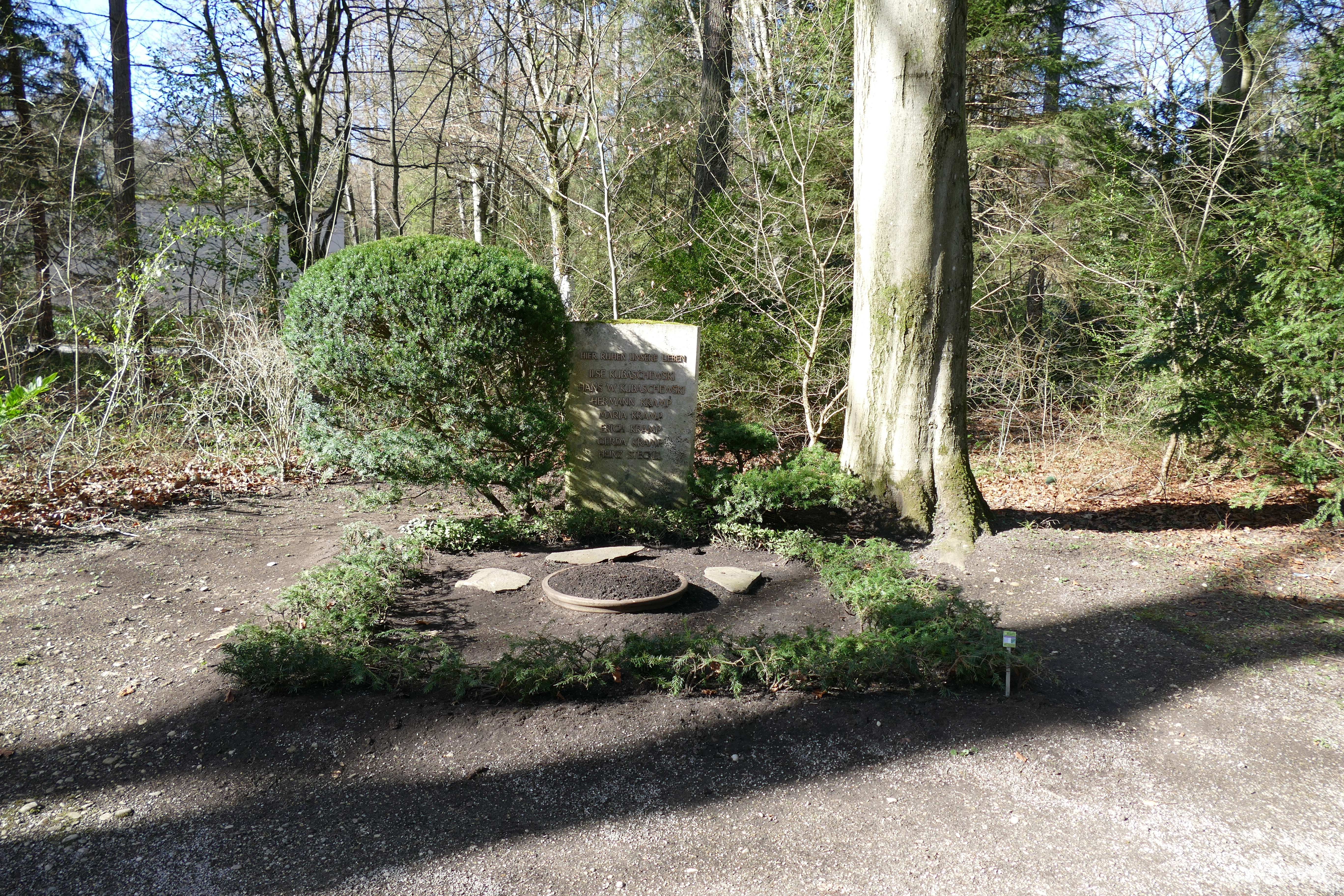
Grab von Ilse und Hans Kubaschewski am Waldfriedhof München

Ihre Grabstätte befindet sich auf dem Münchner Waldfriedhof.

## Auszeichnungen
- 1969: Bundesverdienstkreuz 1. Klasse
- 1986: Filmband in Gold für langjähriges und hervorragendes Wirken im deutschen Film
- 1987: Bayerischer Verdienstorden

## Filmografie (als Produzentin oder Koproduzentin)
| - 1953: Ave Maria - 1953: Sterne über Colombo - 1953: Komm zurück… - 1954: Die Gefangene des Maharadscha - 1954: 08/15 - 1955: Verrat an Deutschland - 1955: 08/15 – Im Krieg - 1955: 08/15 – In der Heimat - 1955: Du mein stilles Tal - 1955: Rosen im Herbst - 1956: Die goldene Brücke - 1956: Weil du arm bist, mußt du früher sterben - 1956: Die Trapp-Familie - 1957: Nachts, wenn der Teufel kam - 1957: Königin Luise - 1958: Der Arzt von Stalingrad - 1958: Die Trapp-Familie in Amerika - 1959: Alle lieben Peter | - 1959: Arzt ohne Gewissen - 1960: Faust - 1961: Der Traum von Lieschen Müller - 1964: Angélique - 1967: Unbezähmbare Angélique - 1969: Alle Kätzchen naschen gern - 1970: Hexen bis aufs Blut gequält - 1970: Wenn die tollen Tanten kommen - 1970: Unsere Pauker gehen in die Luft - 1971: Kommissar X jagt die roten Tiger - 1972: Auch fummeln will gelernt sein - 1972: Ludwig II. - 1973: Reigen - 1974: Einer von uns beiden - 1976: Die Elixiere des Teufels - 1986: Bitte laßt die Blumen leben |